# 小豆島町
小豆島町（しょうどしまちょう）は、香川県の小豆郡に属する町。
日本におけるオリーブ栽培の発祥地とされる。素麺、醤油、佃煮の生産も多い。

## 地理
瀬戸内海の小豆島の南東部に位置する。なお、小豆島の北端は当町域にあり香川県の最北端でもある。
- 山：嶮岨山、飯神山、段山、白浜山、大麻山
- 池：中山池、新中山池
- ダム：殿川ダム、粟地ダム、吉田ダム、内海ダム
- 島：（いずれも無人島）弁天島、花寿波島、風ノ子島、城ヶ島

### 気候
| 内海（1991年 - 2020年）の気候      | 内海（1991年 - 2020年）の気候 | 内海（1991年 - 2020年）の気候 | 内海（1991年 - 2020年）の気候 | 内海（1991年 - 2020年）の気候 | 内海（1991年 - 2020年）の気候 | 内海（1991年 - 2020年）の気候 | 内海（1991年 - 2020年）の気候 | 内海（1991年 - 2020年）の気候 | 内海（1991年 - 2020年）の気候 | 内海（1991年 - 2020年）の気候 | 内海（1991年 - 2020年）の気候 | 内海（1991年 - 2020年）の気候 | 内海（1991年 - 2020年）の気候 |
| 月                                 | 1月                           | 2月                           | 3月                           | 4月                           | 5月                           | 6月                           | 7月                           | 8月                           | 9月                           | 10月                          | 11月                          | 12月                          | 年                            |
| ---------------------------------- | ----------------------------- | ----------------------------- | ----------------------------- | ----------------------------- | ----------------------------- | ----------------------------- | ----------------------------- | ----------------------------- | ----------------------------- | ----------------------------- | ----------------------------- | ----------------------------- | ----------------------------- |
| 最高気温記録 °C （°F）             | 19.4 (66.9)                   | 23.9 (75)                     | 24.9 (76.8)                   | 29.4 (84.9)                   | 30.9 (87.6)                   | 35.3 (95.5)                   | 37.5 (99.5)                   | 38.4 (101.1)                  | 37.8 (100)                    | 31.7 (89.1)                   | 27.2 (81)                     | 21.4 (70.5)                   | 38.4 (101.1)                  |
| 平均最高気温 °C （°F）             | 9.6 (49.3)                    | 10.3 (50.5)                   | 13.6 (56.5)                   | 19.0 (66.2)                   | 23.6 (74.5)                   | 26.5 (79.7)                   | 30.5 (86.9)                   | 32.3 (90.1)                   | 28.5 (83.3)                   | 23.1 (73.6)                   | 17.5 (63.5)                   | 12.2 (54)                     | 20.5 (68.9)                   |
| 日平均気温 °C （°F）               | 5.6 (42.1)                    | 5.9 (42.6)                    | 8.8 (47.8)                    | 13.9 (57)                     | 18.5 (65.3)                   | 22.1 (71.8)                   | 26.1 (79)                     | 27.4 (81.3)                   | 24.0 (75.2)                   | 18.6 (65.5)                   | 13.2 (55.8)                   | 8.1 (46.6)                    | 16.0 (60.8)                   |
| 平均最低気温 °C （°F）             | 1.9 (35.4)                    | 1.9 (35.4)                    | 4.3 (39.7)                    | 9.2 (48.6)                    | 14.0 (57.2)                   | 18.5 (65.3)                   | 22.8 (73)                     | 24.0 (75.2)                   | 20.5 (68.9)                   | 14.8 (58.6)                   | 9.3 (48.7)                    | 4.4 (39.9)                    | 12.1 (53.8)                   |
| 最低気温記録 °C （°F）             | −4.7 (23.5)                   | −6.6 (20.1)                   | −4.7 (23.5)                   | −0.6 (30.9)                   | 5.3 (41.5)                    | 10.8 (51.4)                   | 15.5 (59.9)                   | 16.6 (61.9)                   | 11.8 (53.2)                   | 4.9 (40.8)                    | 1.3 (34.3)                    | −3.1 (26.4)                   | −6.6 (20.1)                   |
| 降水量 mm （inch）                 | 36.7 (1.445)                  | 43.2 (1.701)                  | 77.6 (3.055)                  | 78.4 (3.087)                  | 113.9 (4.484)                 | 156.7 (6.169)                 | 164.9 (6.492)                 | 116.7 (4.594)                 | 175.6 (6.913)                 | 118.6 (4.669)                 | 54.4 (2.142)                  | 42.9 (1.689)                  | 1,161.3 (45.72)               |
| 平均降水日数 （≥1.0 mm）           | 5.6                           | 6.9                           | 9.4                           | 9.2                           | 8.9                           | 10.6                          | 9.5                           | 6.4                           | 8.6                           | 7.7                           | 6.3                           | 5.9                           | 94.9                          |
| 平均月間日照時間                   | 154.1                         | 144.9                         | 177.5                         | 197.2                         | 208.7                         | 159.4                         | 189.3                         | 220.0                         | 155.5                         | 163.0                         | 150.1                         | 151.3                         | 2,074.5                       |
| 出典1：Japan Meteorological Agency |                               |                               |                               |                               |                               |                               |                               |                               |                               |                               |                               |                               |                               |
| 出典2：気象庁                      |                               |                               |                               |                               |                               |                               |                               |                               |                               |                               |                               |                               |                               |

## 歴史

### 沿革
- 2006年（平成18年）3月21日 - 池田町・内海町が合併して小豆島町が成立し、同時に町章を制定する。[2]

## 行政
- 町長：大江正彦（2022年4月23日就任、1期目）

### 歴代町長
| 代   | 氏名     | 就任年月日    | 退任年月日    | 備考       |
| ---- | -------- | ------------- | ------------- | ---------- |
| 初代 | 坂下一朗 | 2006年4月23日 | 2010年4月22日 | 旧内海町長 |
| 2代  | 塩田幸雄 | 2010年4月23日 | 2018年4月22日 |            |
| 3代  | 松本篤   | 2018年4月23日 | 2022年4月22日 |            |
| 4代  | 大江正彦 | 2022年4月23日 | 現職          |            |

## 議会

### 町議会
- 定数：14人
- 任期：2018年4月23日 - 2022年4月22日
- 議長：谷康男
- 副議長：藤本傳夫

### 県議会
- 選挙区：小豆郡選挙区
- 定数：2人
- 投票日：2023年4月9日
- 当日有権者数：23,035人
- 投票率：59.47％

| 候補者名 | 当落 | 年齢 | 党派名     | 新旧別 | 得票数  |
| -------- | ---- | ---- | ---------- | ------ | ------- |
| 谷久浩一 | 当   | 55   | 自由民主党 | 現     | 5,616票 |
| 小泉敦   | 当   | 40   | 無所属     | 新     | 4,859票 |
| 黒島啓   | 落   | 81   | 自由民主党 | 現     | 3,060票 |

### 衆議院
- 選挙区：香川1区（高松市の一部、小豆郡、香川郡）
- 任期：2021年10月31日 - 2025年10月30日
- 当日有権者数：313,296人
- 投票率：57.52％

| 当落 | 候補者名 | 年齢 | 所属党派     | 新旧別 | 得票数   | 重複 |
| ---- | -------- | ---- | ------------ | ------ | -------- | ---- |
| 当   | 小川淳也 | 50   | 立憲民主党   | 前     | 90,267票 | ○    |
| 比当 | 平井卓也 | 63   | 自由民主党   | 前     | 70,827票 | ○    |
|      | 町川順子 | 62   | 日本維新の会 | 新     | 15,888票 | ○    |

## 経済

### 産業
- 主な産業
  - 醤油産業
  - 佃煮産業
  - 手延べ素麺づくり
- 産業人口

特産品
- 手延べそうめん
- オリーブ
- 電照菊
- スモモ

## 姉妹都市・提携都市
小豆島町には日本国内に姉妹都市2市がある。また、小豆島（小豆島町と土庄町の2町）として「姉妹島」関係を結んだ提携が1件ある。

### 日本国内
- 茨木市（大阪府）
  - 1988年（昭和63年）10月2日 - 旧内海町が姉妹都市提携[6]

安土桃山時代から江戸時代初期にかけ、茨木城主片桐且元が小豆島代官を務めていたという歴史的な縁があり、ともに著名な文学者を生んだ土地（茨木の川端康成（茨木市名誉市民）、小豆島の壺井栄（小豆島町名誉町民））という共通性があるとされる。海のない茨木市が、青少年の健全育成に資することができる瀬戸内海沿岸の市町との交流先を探していたところから、姉妹都市締結に至る。小豆島町の発足後は再協定を結び、交流を継承。
- 南島原市（長崎県）
  - 1983年（昭和58年）3月1日 - 旧内海町が旧南有馬町と姉妹町盟約

島原の乱後、荒廃した島原半島に小豆島から多くの移住者があった縁（田浦村から十数戸が移り住んだのが皮切り）。
南有馬町長らが「祖先の地」小豆島を訪問、その後1年余りで内海町との姉妹町盟約に発展。2006年、平成の大合併に伴いそれぞれ南島原市と小豆島町が発足するが、新市町の姉妹都市関係として継承された。

### 日本国外
- ミロス島（ギリシャ）
  - 1989年（平成元年）10月8日 - 小豆島とミロス島が姉妹島提携[10][11]。

観光施設「太陽の丘ピースパーク」（1973年開園、2004年以後休業状態）の「平和の鐘」の絵葉書を見たギリシャのウミガメ保護活動家リリー・E・ベニセロス（地中海海亀協会メンバー）が、鐘楼の頂塔（オリーブの花をあしらったもの）がウミガメに似ていることに愛着を感じ、1988年に香川県知事を通じて小豆島と地中海の島との姉妹島提携を提起、当時の小豆郡3町（土庄町・池田町・内海町）の町長・議会も提案を受け入れ。ギリシャ側の提携先としてミロス島が選ばれる。1989年6月、3町議会および広域行政議会において「ミロス島との姉妹島提携」を議決し、10月にミロス島代表団を小豆島に迎えて提携議定書調印式が行われた。なお、提携当時はミロス島側にも2市町（ミロス市・アダマンタス町 (Adamantas) ）があったが、合併により現在はミロス市1市になっている。交流基盤として1990年に小豆島国際友好協会が設立され、子供のホームステイなどの事業が行われている。

## 地域

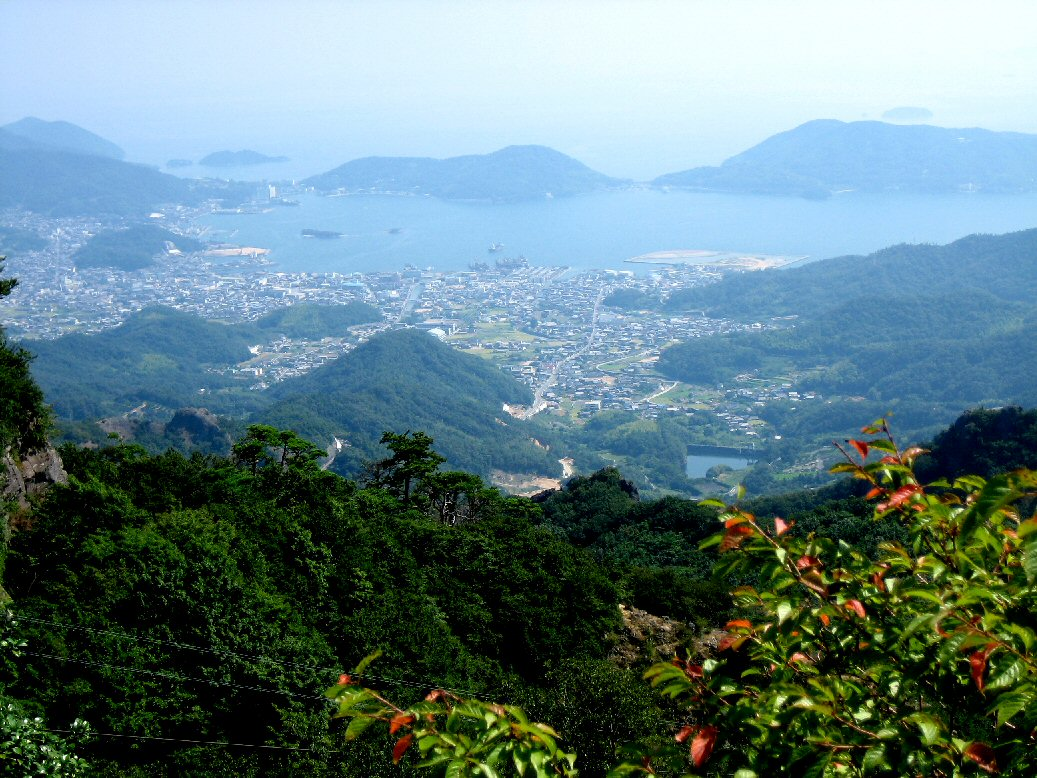
寒霞渓上から小豆島町を望む

### 人口
| |                                          |  |
| 小豆島町と全国の年齢別人口分布（2005年） | 小豆島町の年齢・男女別人口分布（2005年） |  |
| ■紫色 ― 小豆島町 ■緑色 ― 日本全国 | ■青色 ― 男性 ■赤色 ― 女性                |  |
| 小豆島町（に相当する地域）の人口の推移 \| 1970年（昭和45年） \| 23,448人 \| \| \| 1975年（昭和50年） \| 22,519人 \| \| \| 1980年（昭和55年） \| 22,170人 \| \| \| 1985年（昭和60年） \| 21,433人 \| \| \| 1990年（平成2年） \| 20,455人 \| \| \| 1995年（平成7年） \| 19,700人 \| \| \| 2000年（平成12年） \| 18,303人 \| \| \| 2005年（平成17年） \| 17,257人 \| \| \| 2010年（平成22年） \| 16,152人 \| \| \| 2015年（平成27年） \| 14,862人 \| \| \| 2020年（令和2年） \| 13,870人 \| \| |                                          |  |
| 総務省統計局 国勢調査より |                                          |  |
| 1970年（昭和45年） | 23,448人                                 |  |
| 1975年（昭和50年） | 22,519人                                 |  |
| 1980年（昭和55年） | 22,170人                                 |  |
| 1985年（昭和60年） | 21,433人                                 |  |
| 1990年（平成2年） | 20,455人                                 |  |
| 1995年（平成7年） | 19,700人                                 |  |
| 2000年（平成12年） | 18,303人                                 |  |
| 2005年（平成17年） | 17,257人                                 |  |
| 2010年（平成22年） | 16,152人                                 |  |
| 2015年（平成27年） | 14,862人                                 |  |
| 2020年（令和2年） | 13,870人                                 |  |

### 健康
- 平均年齢

## 教育

### 現存する学校
幼稚園
- せいけんじこども園
- 小豆島こどもセンター
- 星城幼稚園
- 安田幼稚園
- 苗羽幼稚園
- 橘こども園
- 福田こども園

小学校
- 星城小学校
- 安田小学校
- 苗羽小学校
- 池田小学校

中学校
- 小豆島中学校

高等学校
- 香川県立小豆島中央高等学校

特別支援学校
- 香川県立小豆島みんなの支援学校

※町内に短期大学、大学はない。

## 交通

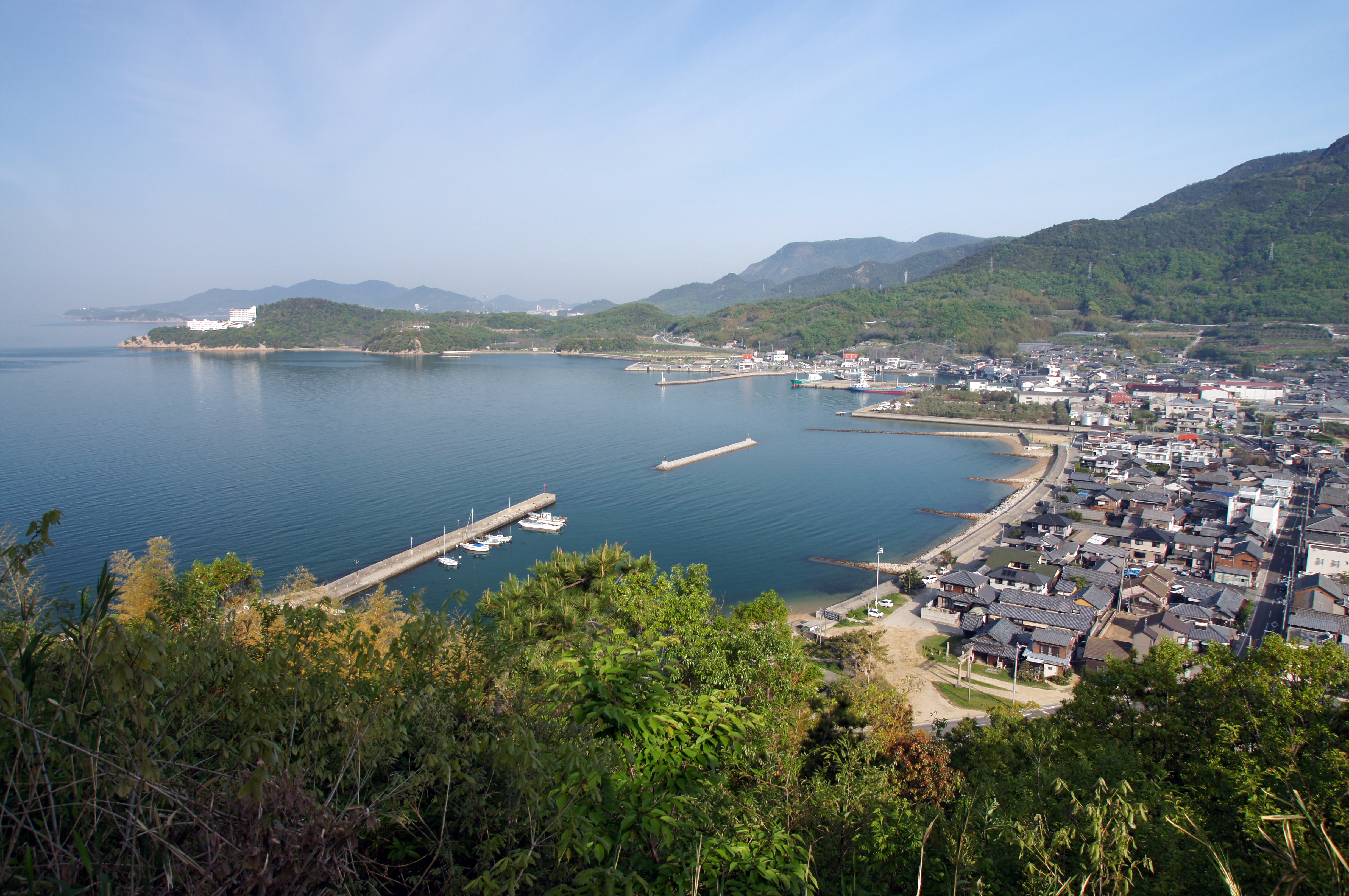
池田港

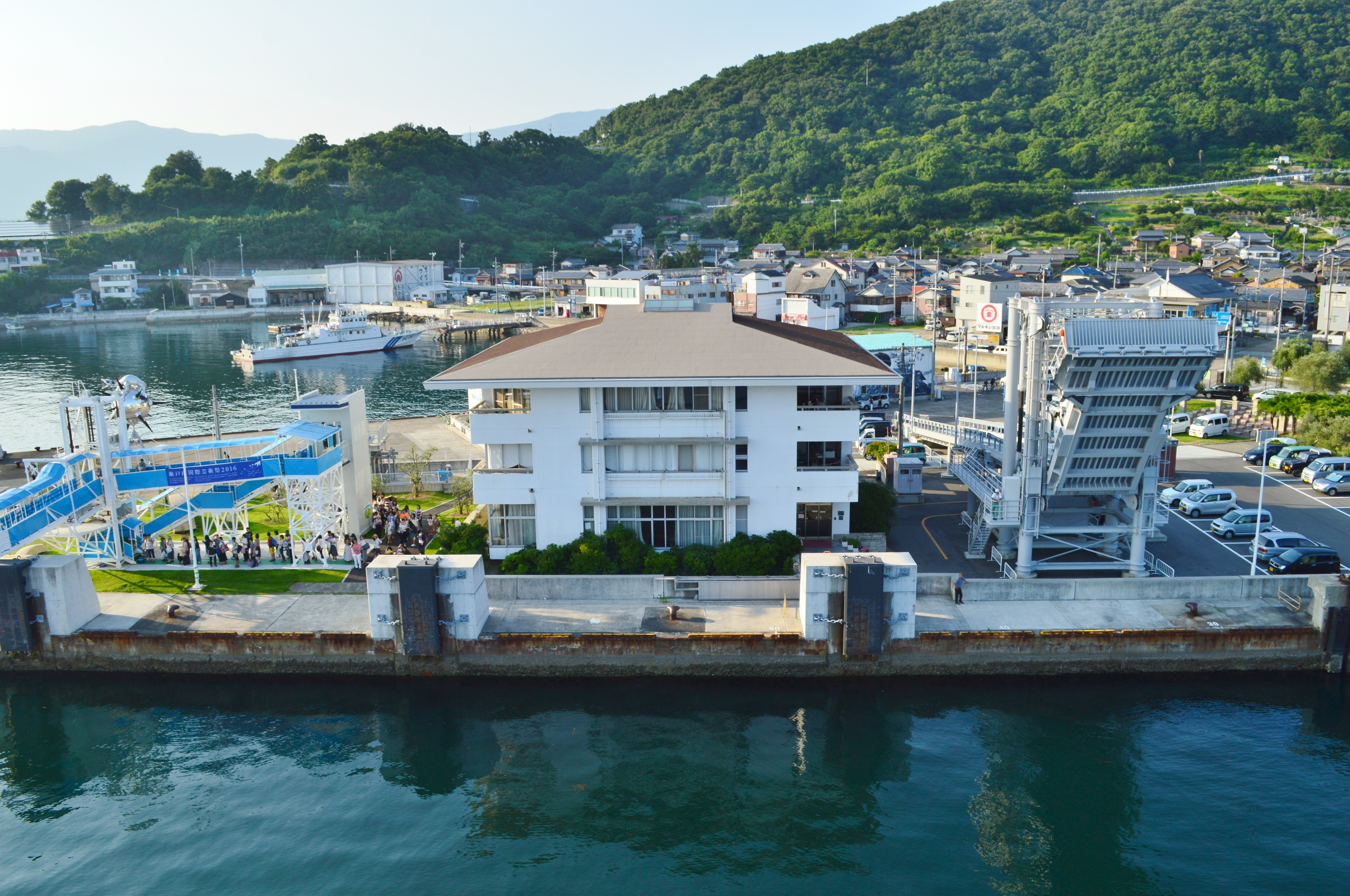
坂手港

### 空港
町内にはない。

### 船舶
県都である高松市と本州側では兵庫県の姫路市と神戸市を結ぶフェリー航路が発着する。
- 坂手港 - 神戸港・高松港行き発着港。ジャンボフェリーが運航。
- 草壁港 - 高松港行き発着港。内海フェリーがフェリーを運航（2021年3月末で休止[12]）。
- 福田港 - 姫路港行き発着港。小豆島フェリーのフェリーが就航。
- 池田港 - 高松港行き発着港。国際両備フェリーのフェリーが運航。

### 索道
- 寒霞渓ロープウェイ

### バス路線
- 小豆島オリーブバス - 2010年4月から小豆島バスの路線バスを譲受。

### 道路
高速道路
町内を含め、小豆島内に高速道路、インターチェンジは存在しない。
一般国道
- 国道436号

県道
- 香川県道26号土庄福田線
- 香川県道27号土庄神懸線
- 香川県道28号坂手港線
- 香川県道29号寒霞渓公園線
- 香川県道31号嶮岨山線
- 香川県道246号福田港神懸線
- 香川県道248号橘大角坂手港線
- 香川県道249号田浦坂手港線
- 香川県道250号三都港平木線
- 香川県道251号蒲野西村線
- 香川県道252号上庄池田線

道の駅
- 小豆島オリーブ公園
- 小豆島ふるさと村

## 名所・旧跡・観光スポット・祭事・催事

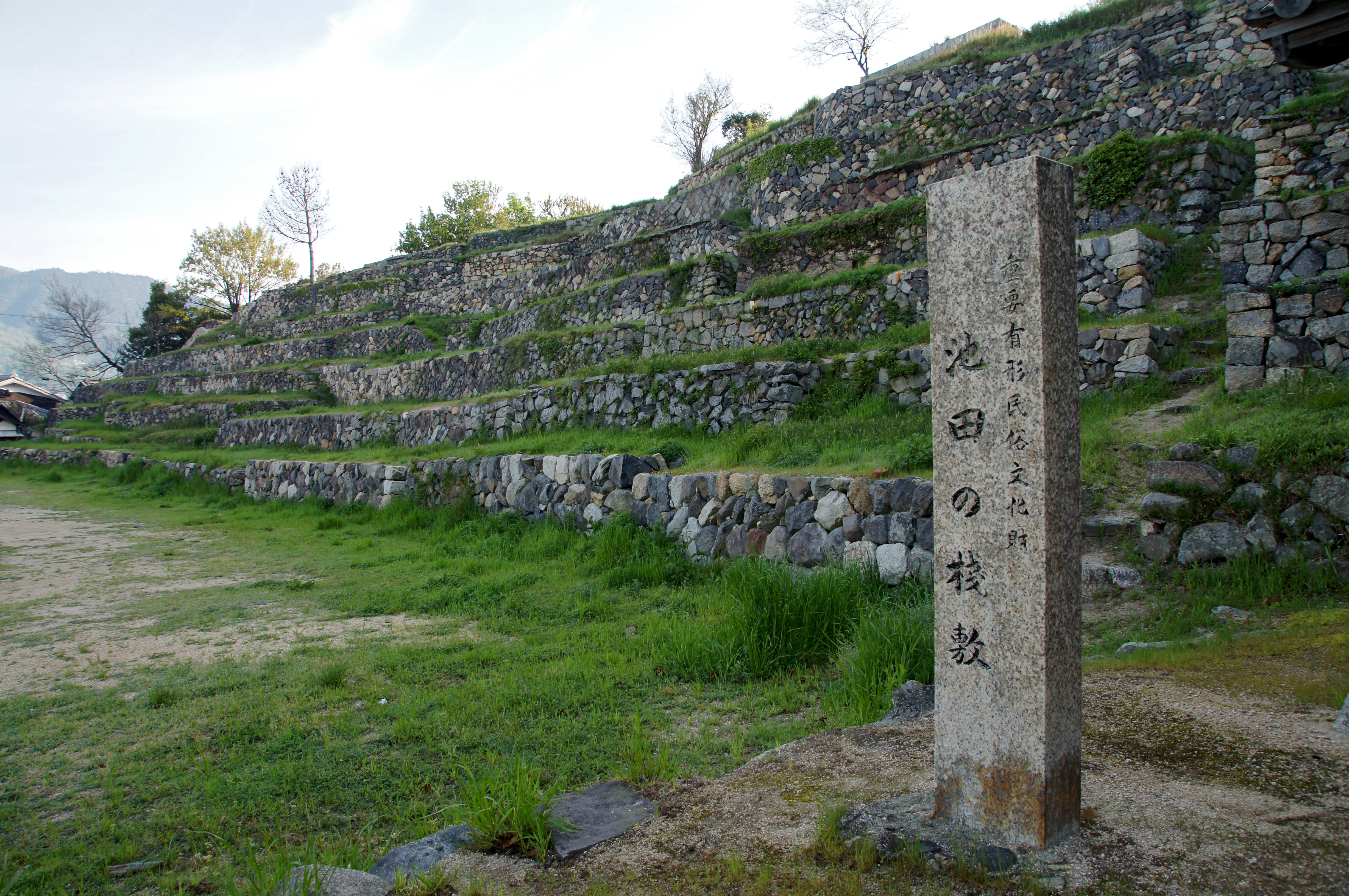
池田の桟敷

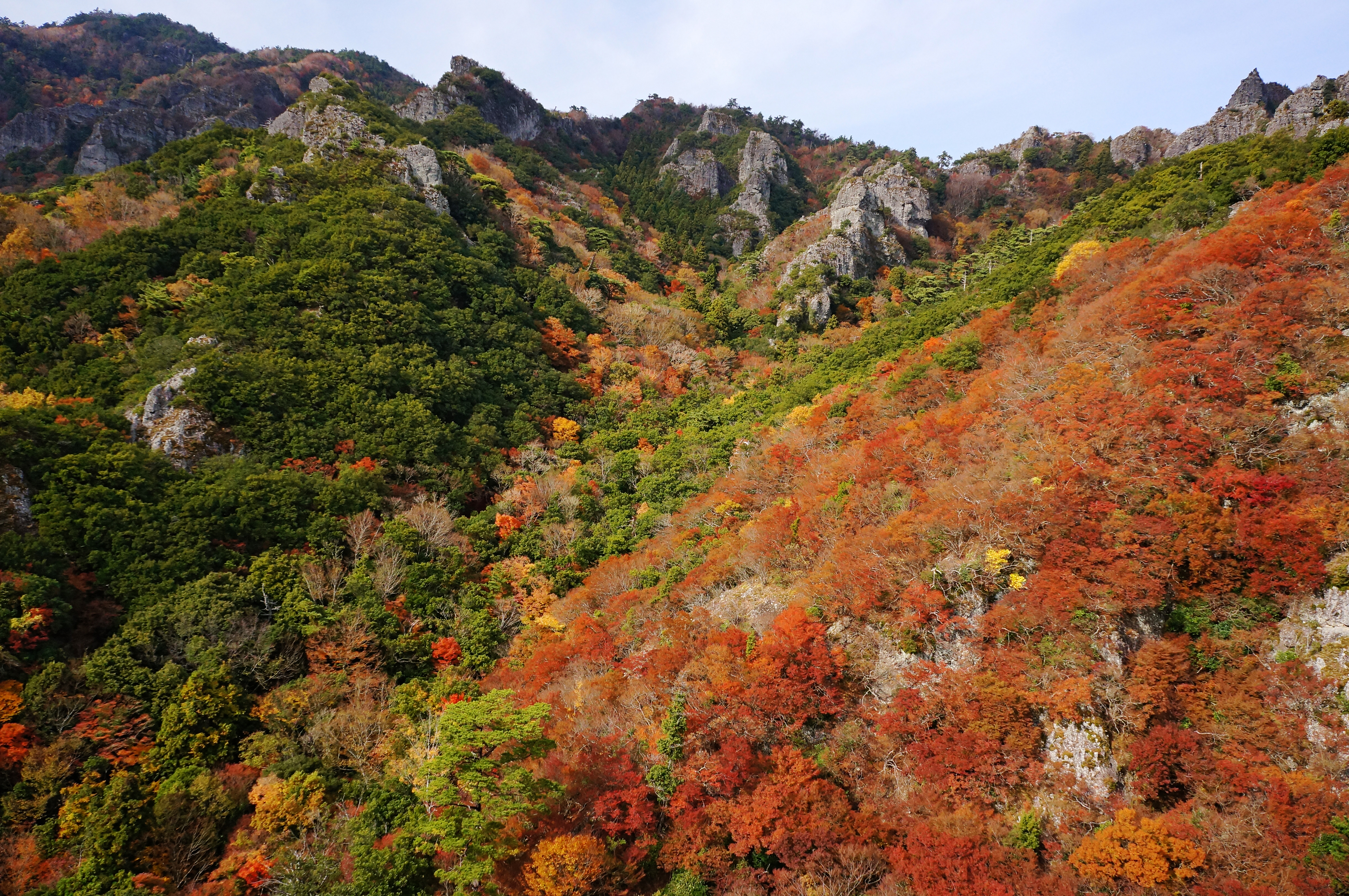
寒霞渓

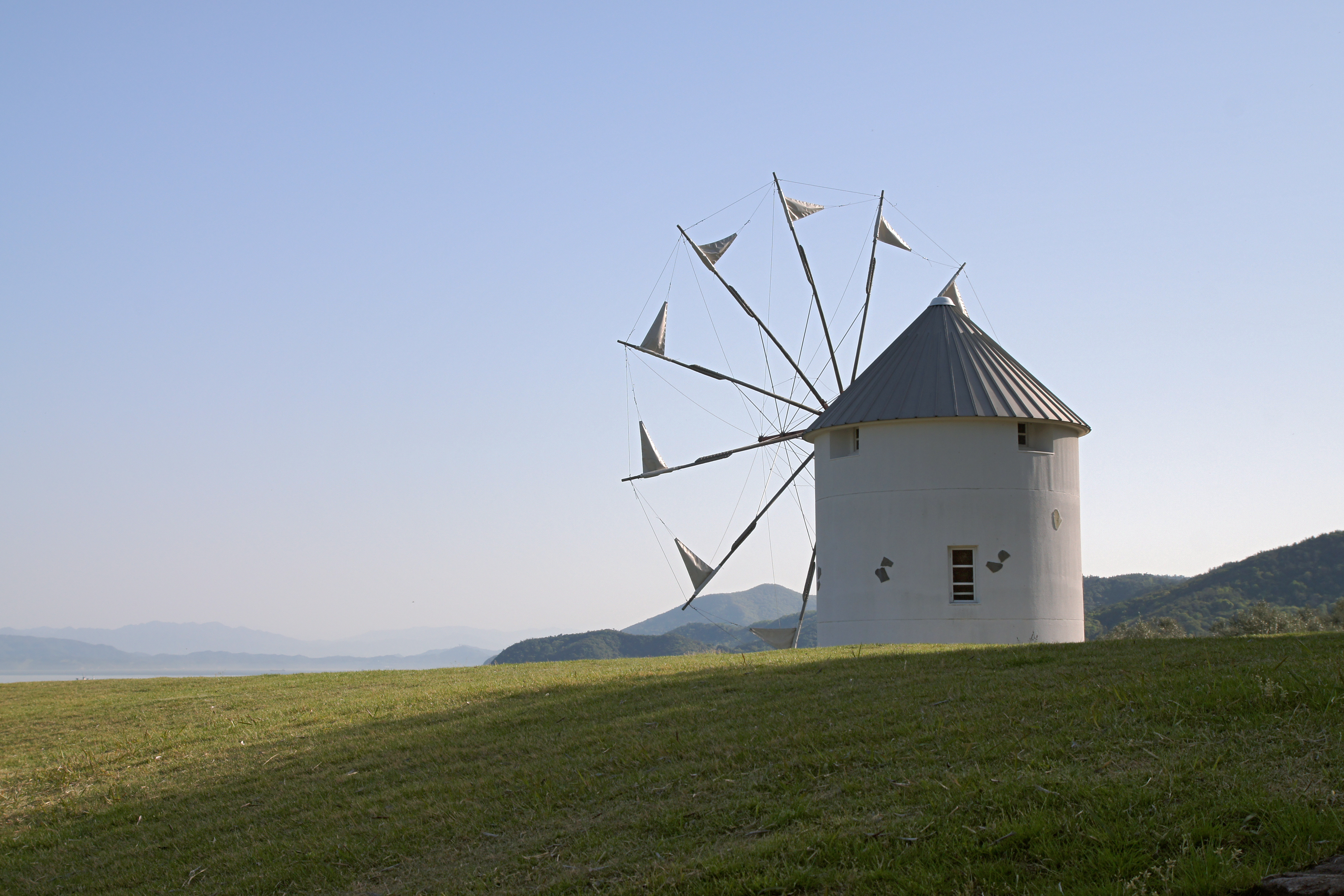
小豆島オリーブ公園

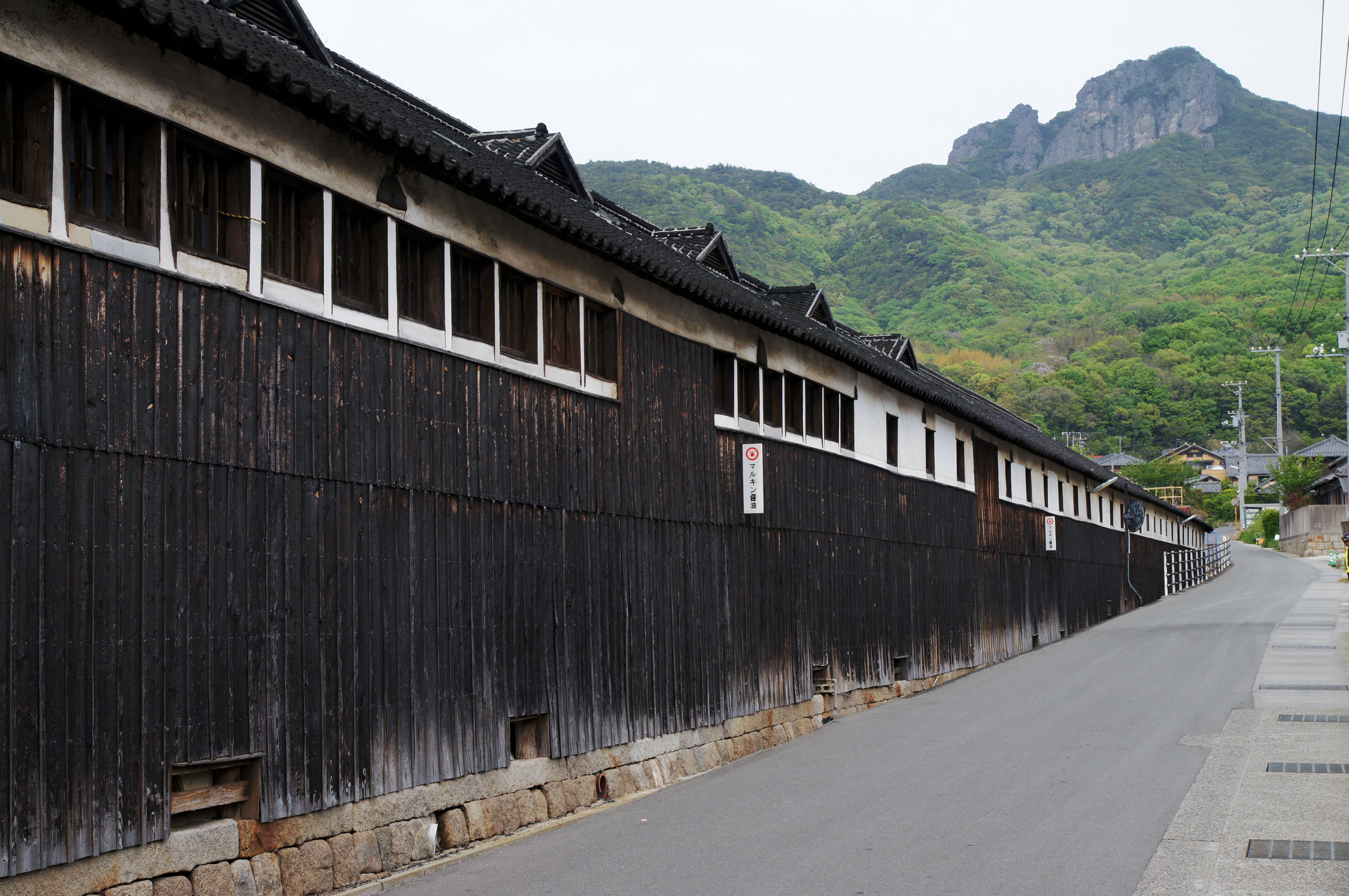
醤の郷

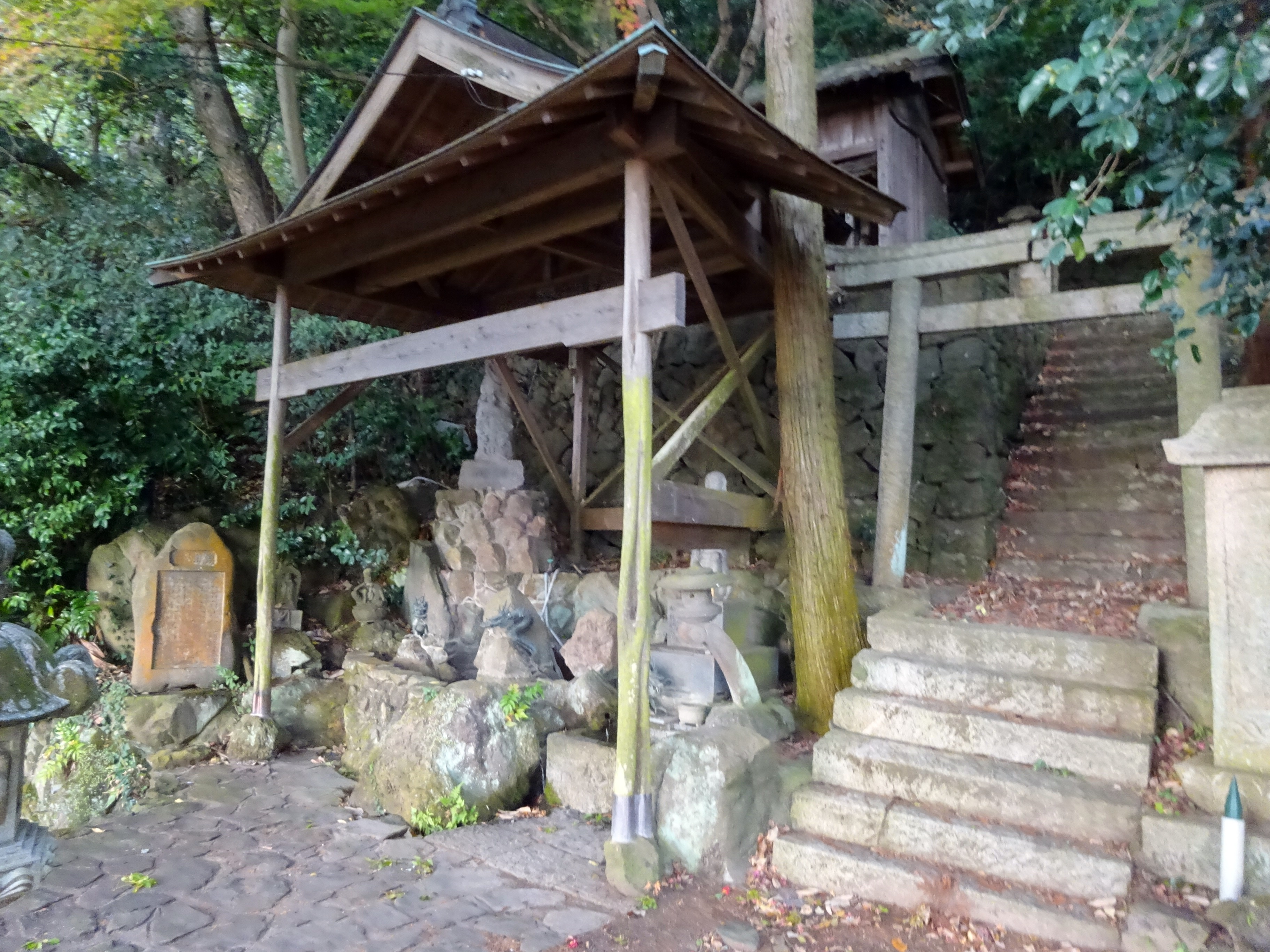
名水百選「湯船の水」湧水地

- 真言宗別格本山弘法の滝護国寺（中山2599）：(日本でも屈指の霊泉が境内奥地にある弘法の滝より涌出している）
- 中山の千枚田 （日本棚田百選、小豆島唯一の棚田）
- 春日神社   （中山農村歌舞伎、10月に開催）
- 亀山八幡宮
  - 池田の桟敷 - 国の重要有形民俗文化財
- 寒霞渓 （瀬戸内海国立公園、日本三大奇勝の一つ、四季の中でも秋の紅葉が素晴らしい。絶景を望みながらのロープウェイもある）
- 小豆島シーサイドゴルフクラブ - 小豆島で唯一のリゾートゴルフコース。全ホール瀬戸内海の絶景を眺めながらラウンドできるのが特徴。
- 小豆島八十八箇所霊場 - 弘法大師（空海）ゆかりといわれる霊場。
- 皇子神社の社叢 （国指定の天然記念物）
- 地蔵崎灯台 （四国十景・讃岐百景に指定）
- 星ヶ城址 （小豆島最高峰（817m）南北朝時代に、南朝方の佐々木三郎左衛門尉飽浦信胤により築城）
- 小豆島ふるさと村
  - 手延そうめん館 （小豆島手延べそうめんの製造工程から伝統の技まで学べる施設）
- 小豆島オリーブ公園
  - オリーブ記念館
  - 小豆島オートビレッジYOSHIDA （温泉施設、オートキャンプ場）
  - サンオリーブ （露天風呂付の温浴施設、トレーニングルーム、多目的ホール等の温泉を利用した健康増進施設）
  - オリーブ園
- 二十四の瞳映画村 - 二十四の瞳（1987年版）のオープンセットを改築、保存した建物など。
  - 壺井栄文学館
- 苗羽小学校田浦分校（旧田浦尋常小学校） - 二十四の瞳の舞台、明治35年竣工の小豆島町内に残る唯一の初期小学校）
- 四方指展望台
- 醤の郷 - 近代醤油蔵建築の日本最大の集積地。近代化産業遺産12件、国の登録有形文化財90件を含む醤油蔵、諸味蔵、佃煮工場が並ぶ。
  - マルキン醤油記念館
- 小豆島温泉

かつて存在した施設など
- 小豆島孔雀園

## 小豆島町を舞台とした作品
- 映画『二十四の瞳』
- ドラマ『ラブレター』（2008年・TBS）
- 八日目の蝉（ドラマ2010年、映画2011年）

## 出身者

### 政界・経済界
- 大江正彦（第4代香川県小豆島町長）[13]
- 木下忠次郎（醸造家、香川県多額納税者、丸金醤油社長）
- 木下尚慈（ユニリーバ・ジャパン社長）
- 塩田亀吉（醸造家、内海醤油社長、丸金醤油取締役）

### 文化界
- 黒島伝治（作家）
- 壺井栄（作家、「二十四の瞳」作者）

### 芸能界
- 石倉三郎（俳優）
- 伊藤君子（ジャズシンガー）
- 中田ボタン（漫才コンビ）
- ヨシケン（アーティスト）

### スポーツ選手
- 石床幹雄（プロ野球選手、第1回ドラフト阪神1位）
- 児玉広志（競輪選手）
- 琴勇輝一巖（大相撲力士）
- 関口将平（野球選手）
- 鳥坂九十九（プロ野球選手、近鉄・巨人）[14]